# Servo dos servos de Deus

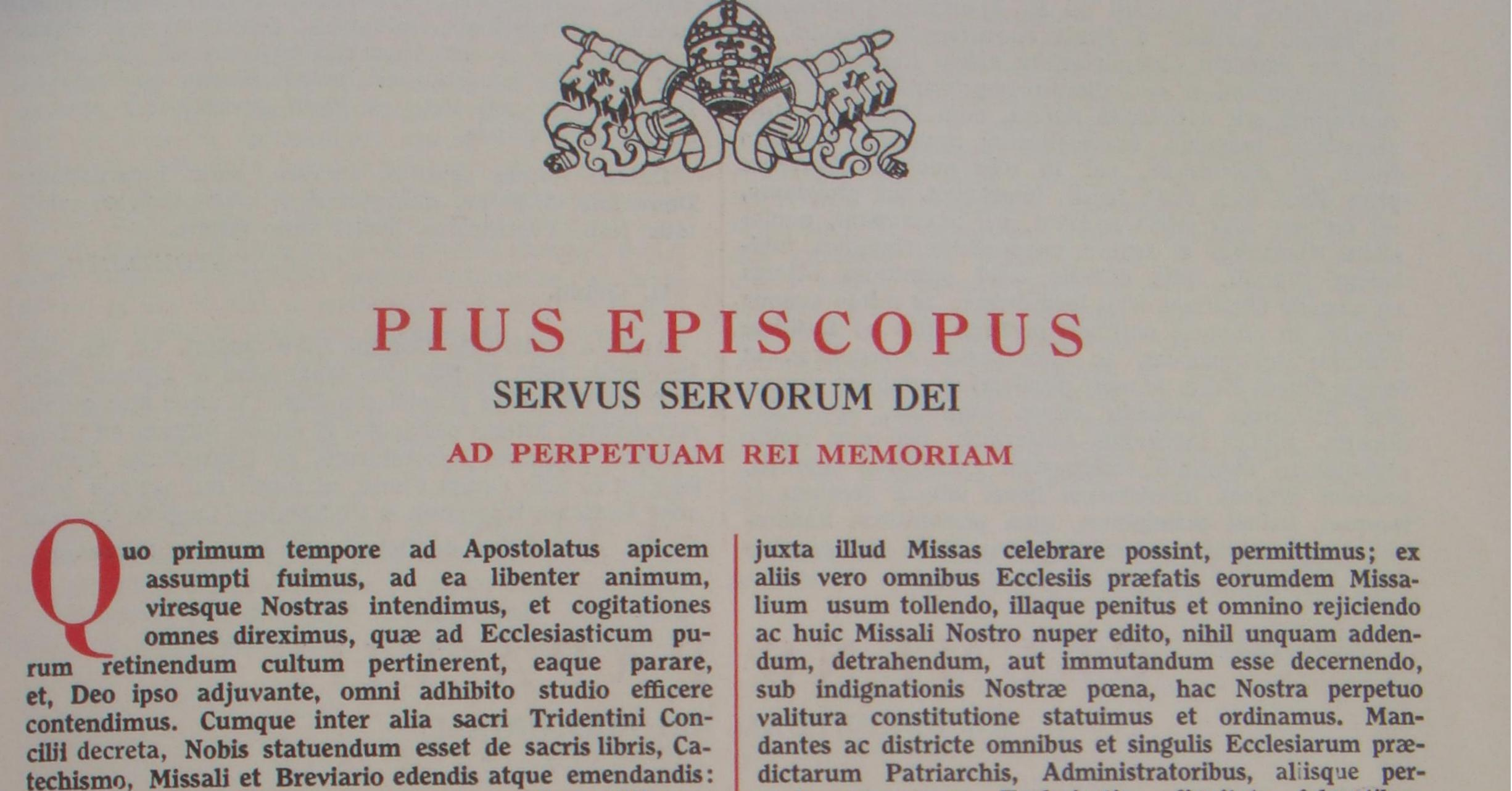
A bula Quo primum tempore de 1570, do Papa São Pio V, publicado em um Missal Romano de 1956. Logo abaixo do nome do papa, Pius Episcopus (Pio Bispo), está escrito o título Servus Servorum Dei. Todas as bulas papais iniciam desta forma.

Servus Servorum Dei é uma expressão em latim que significa Servo dos Servos de Deus. O termo é um dos títulos oficiais do Papa e é utilizado para se referir a ele no início das bulas pontifícias.

## História
O Papa São Gregório Magno (590-604) foi o primeiro papa a usá-lo extensivamente, atitude que foi imitada por seus sucessores, embora o uso do título só tenha se tornado regular a partir do século IX. A adoção do título resulta de uma disputa com o Patriarca de Constantinopla João, que adotou o título de "Patriarca Ecumênico", reivindicando poder e superioridade contra o Papa; como retaliação, Gregório adotou o título de "Servo dos Servos de Deus", como demonstração de humildade e referência ao papel de Papa e sua função colegial, em que ele serve os bispos do mundo.

## Crença bíblica
Este título papal também tem um fundamento bíblico encontrado no Evangelho segundo São Mateus, capítulo 20, versículos 25 a 27:

Mas Jesus, chamando-lhe, e disse: Sabeis que os príncipes dos gentios exercem domínio sobre eles, e os que têm autoridade sobre eles são grandes. Mas não será assim entre vós: mas quem quiser ser grande entre vós, seja vosso serviçal; E quem quiser ser o primeiro entre vós, seja vosso servo.